# 월드 가든

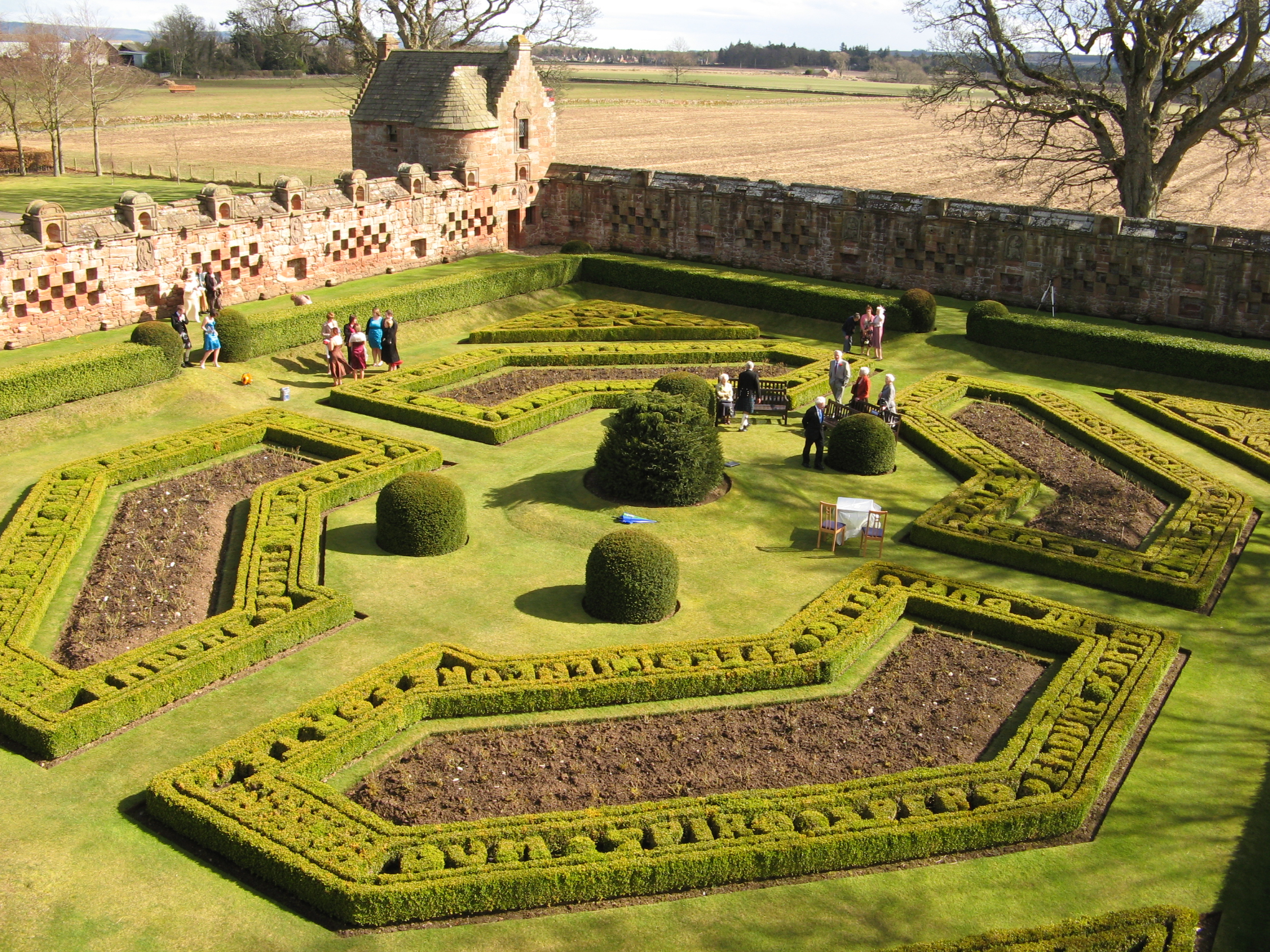

월드 가든(walled garden), 즉 벽으로 둘러싸인 정원은 원래 모든 정원이 동물이나 인간 침입자로부터 보호하기 위해 둘러싸여 있었을 수 있지만, 특히 보안 목적이 아닌 원예를 위해 높은 벽으로 둘러싸인 정원이다. 온화한 기후, 특히 스코틀랜드와 같은 추운 지역에서 정원 벽의 필수 기능은 정원을 바람과 서리로부터 보호하는 것이지만 장식적인 목적으로도 사용될 수 있다.
역사적으로, 그리고 여전히 세계의 많은 지역에서, 개인 외부 공간이 있는 거의 모든 도시 주택에는 보안을 위해 높은 벽이 있으며, 따라서 모든 작은 정원은 기본적으로 벽으로 둘러싸여 있다. 많은 시골 주택과 기타 건물, 예를 들어 종교 건물의 경우에도 마찬가지였다. 궁전과 대부분의 시골집에서는 매우 큰 정원을 포함하여 전체 부지도 벽으로 둘러싸여 있거나 최소한 울타리로 둘러싸여 있으며 때로는 경계 부분을 따라 (훨씬 더 비싼) 금속 난간을 설치하여 베르사유궁, 버킹엄궁 등 여러 곳의 거주지 등 화려함을 과시할 수 있는 최고의 전망을 제공한다. 어떤 경우에는 원래 울타리나 울타리가 있었지만 나중에 자금이 허락되면서 벽이 추가되었다. 특히 성벽을 건설하기 위해 현지 노동력을 고용하는 것은 부유한 사람들을 위한 기근 구제의 칭찬할 만한 방법으로 간주되었으며, 영국 제도의 시골집 주변에 있는 많은 성벽은 1840년대 기근 시절의 것이다.
월드 가든의 원예적, 사회적 이점은 부엌 정원이 종종 더 큰 벽으로 둘러싸인 건물 내에서 월드 가든을 형성하거나 형성한다는 것을 의미했다. 때때로 이것은 식물의 안전을 위한 것이었다. 1630년대 프랑스 왕립 식물원(지금의 식물원)은 사방이 벽으로 둘러싸여 있었고 내부에는 벽으로 둘러싸인 튤립 정원이 있었는데, 그 이유는 구근이 귀중하고 도난당하기 쉬웠기 때문이다.
은유적으로 "담으로 둘러싸인 정원"은 외부인에게 닫혀 있거나 닫혀 있는 것으로 보이는 문자 그대로의 물리적 위치가 아닌 공간을 나타내기 위해 여러 상황에서(종종 경멸적으로) 사용될 수 있다. 한 가지 예는 컴퓨팅 분야의 폐쇄형 플랫폼이다.

## 추가 문헌
- Walled Kitchen Gardens - Susan Campbell - Google Books[깨진 링크(과거 내용 찾기)]
- The Elements of Organic Gardening: Highgrove, Clarence House, Birkhall - HRH Charles Prince of Wales, Stephanie Donaldson - Google Books
- Garden Plants for Scotland - Kenneth N. E. Cox, Raoul Curtis Machin - Google Books[깨진 링크(과거 내용 찾기)]
- The Roman Frontier in Central Jordan: Final Report on the Limes Arabicus ... - S. Thomas Parker - Google Books
- Heaven - Randy C. Alcorn - Google Books
- The Hidden Places Of Ireland - David Gerrard - Google Books
- Georgina Campbell's Ireland for Garden Lovers - Georgina Campbell, Marianne Heron - Google Books

## 같이 보기
- 정원 종류